# Xasêr Co
Xasêr Co (kinesiska: Xiasai Cuo, 夏赛错, 吓萨尔错) är en sjö i Kina. Den ligger i den autonoma regionen Tibet, i den sydvästra delen av landet, omkring 990 kilometer väster om regionhuvudstaden Lhasa. Xasêr Co ligger 5 140 meter över havet. Arean är 13,7 kvadratkilometer. Trakten runt Xasêr Co består i huvudsak av gräsmarker. Den sträcker sig 6,9 kilometer i nord-sydlig riktning, och 6,9 kilometer i öst-västlig riktning.
Genomsnittlig årsnederbörd är 385 millimeter. Den regnigaste månaden är augusti, med i genomsnitt 67 mm nederbörd, och den torraste är maj, med 8 mm nederbörd.